# Choerodon cauteroma
Choerodon cauteroma là một loài cá biển thuộc chi Choerodon trong họ Cá bàng chài. Loài này được mô tả lần đầu tiên vào năm 1987.

## Từ nguyên
Từ định danh cauteroma trong tiếng Latinh mang nghĩa là "dấu sắt nung" (được đóng vào tội nhân), hàm ý đề cập đến vệt đen trên lưng ở hai bên của loài cá này.

## Phạm vi phân bố và môi trường sống
C. cauteroma là một loài đặc hữu của vùng biển phía tây bắc nước Úc, được tìm thấy từ Houtman Abrolhos (Tây Úc) ngược lên phía bắc đến biển Arafura (Lãnh thổ Bắc Úc). Loài này sống ở khu vực có nền cát hoặc đá vụn, gần các bãi đá ngầm và rạn san hô, có thể được tìm thấy ở độ sâu đến 150 m.

## Mô tả
Chiều dài lớn nhất được ghi nhận ở C. cauteroma là 43 cm. Cơ thể có màu nâu xanh lục với một vệt đen đặc trưng ở thân trên. Vảy cá có các vạch màu xanh lam sáng; trên đầu cũng có các vệt màu xanh tương tự. Từ mắt có một dải màu sẫm viền xanh óng kéo dài xuống gốc vây ngực. Ở thân sau và cuống đuôi có các hàng sọc ngang màu xanh óng. Các vây (trừ đuôi) có viền màu xanh ánh kim ở rìa.
Số gai ở vây lưng: 13; Số tia vây ở vây lưng: 7; Số gai ở vây hậu môn: 3; Số tia vây ở vây hậu môn: 10; Số tia vây ở vây ngực: 17–18; Số gai ở vây bụng: 1; Số tia vây ở vây bụng: 5.

## Sinh thái học
Thức ăn của C. cauteroma là những loài động vật có vỏ cứng, bao gồm giáp xác, nhuyễn thể và cầu gai.

## Thương mại
C. cauteroma được xem là một loài hải sản có giá trị và cũng được đánh bắt bởi những người câu cá giải trí.

### Trích dẫn
- Gomon, Martin F. (2017). "A review of the tuskfishes, genus Choerodon (Labridae, Perciformes), with descriptions of three new species" (PDF). Memoirs of Museum Victoria. Quyển 76. tr. 1–111. doi:10.24199/j.mmv.2017.76.01.